# Biblioteca pública de Savai'i
La Biblioteca pública de Savai'i (en inglés: Savai'i Public Library) es la única biblioteca pública en la isla de Savai'i, la isla más grande y más occidental de Samoa.
La biblioteca se encuentra junto al antiguo mercado en el municipio de Salelologa en el extremo oriental de la isla.
También se le conoce como Biblioteca de Salelologa o Biblioteca de Salafai '(Salafai es otro nombre para la isla de Savai'i).
La biblioteca pública de Savai'i es una brazo de la biblioteca pública central de Samoa, la biblioteca pública memorial Nelson situada en la capital, Apia, en la isla de Upolu.
Los servicios bibliotecarios en Samoa son administrados por el Ministerio de Educación, Deportes y Cultura.